# Olivier Lorsac
Olivier Lorsac, né Olivier Lamotte d'Incamps le 18 avril 1943 à Rabat et mort le 24 mars 2023 dans le 15e arrondissement de Paris, est un réalisateur et parolier français.

## Biographie
Réalisateur d'un unique long métrage sorti en 1988, Olivier Lorsac est surtout connu pour son implication dans ce que la presse a nommé « l'opération Lambada » (plagiat d'une chanson écrite en espagnol par les frères Hermosa, leaders du groupe bolivien Los Kjarkas), lancée en août 1989 avec le producteur Jean Karakos.
En 1993, il écrit l'album Elle et Louis pour Louis Bertignac. Mais l'album passe inaperçu à sa sortie, certaines critiques considérant que l'échec en revient aux textes[réf. nécessaire], et Olivier Lorsac ne renouvelle pas son expérience de parolier par la suite.
Il meurt à l'âge de 79 ans le 24 mars 2023 dans le 15e arrondissement de Paris. Ses obsèques se tiennent le 31 mars au crématorium du cimetière du Père-Lachaise, puis ses cendres sont remises à la famille.

## Filmographie

### Cinéma
- 1988 : In extremis

### Clip
- 1989 : Lambada de Kaoma